# Salestan
Salestan (em persa: سالستان, romanizada como Sālestān) é uma aldeia do distrito rural de Kisom, situada no distrito central de Astaneh-ye Ashrafiyeh, na província de Gilan, no Irã. No censo de 2006, sua população era de 299, em 85 famílias.